# Armáda Abcházie
Armáda Abcházie byla vytvořena 11. října 1992 v průběhu Války v Abcházii. Tvoří hlavní část bezpečnostních sil Abcházie a dělí se na pozemní síly, letectvo a námořnictvo. Většina zbraní a vybavení pochází z Ruska, ale často pamatuje ještě sovětskou éru. Hlavním velitelem je prezident Aslan Bžanija.

## Historie
Armáda Abcházie byla založena 11. října 1992. Jejím předchůdcem byla Abchazská národní garda. 

### Nasazení
Abchazská armáda byla zapojena v těchto konfliktech: 
- Válka v Abcházii (1992–1993)
- Šestidenní válka (1998)
- Válka v Jižní Osetii (2008)
- Občanská válka v Sýrii (2018)[4]

## Struktura

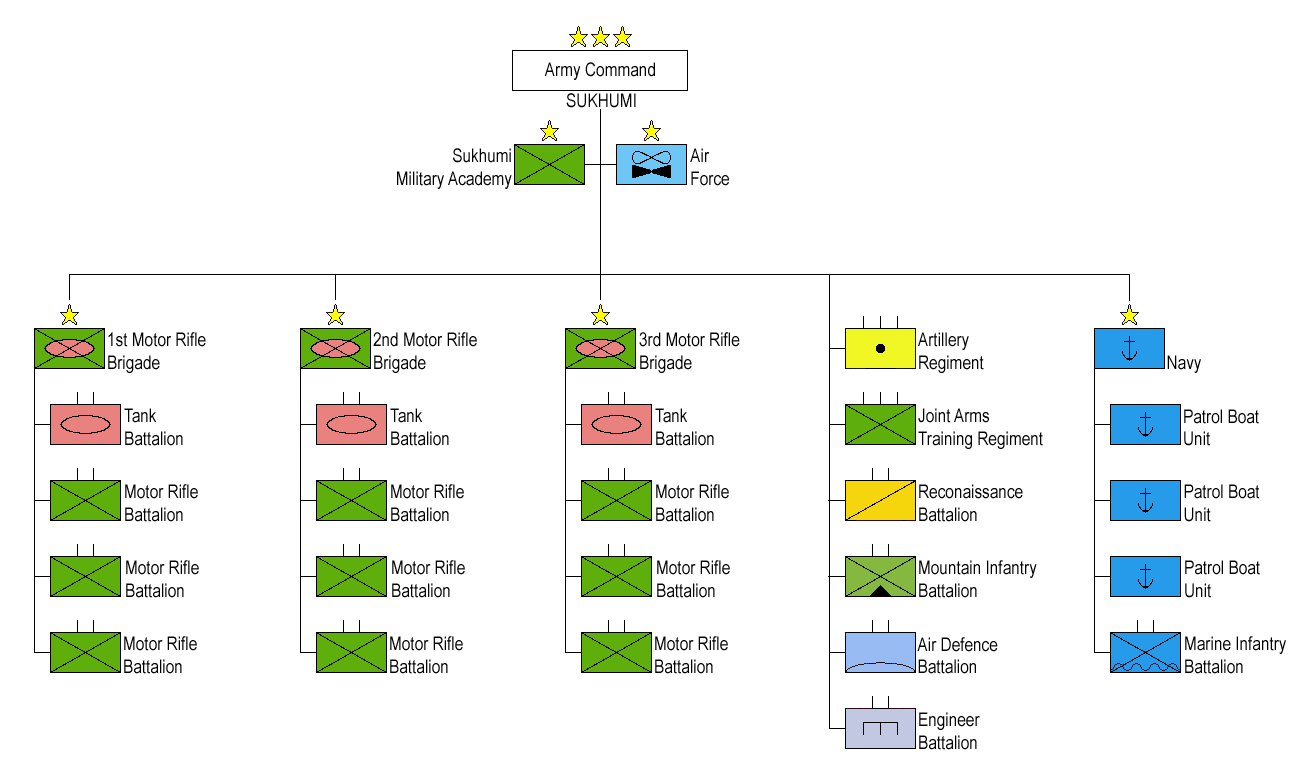
Struktura Abchazské armády

Abchazská armáda je dělená do tří okruhů: centrální (Suchumi), východní (Očamčyra) a západní (Picunda). V době míru disponuje silou 2100 - 2200 nebo 3000 - 5000 aktivních vojáků, ale v případě ohrožení by dokázala mobilizovat až 50 000 jednotek.
Pozemní síly jsou děleny na tři brigády, z nichž každá obsahuje 3 - 4 motorizované pěchotní prapory a jeden obrněný prapor. Speciální jednotky jako artilerie, ženijní prapor, průzkumný prapor nebo protiletecká obrana jsou řazeny odděleně. Námořnictvo funguje jako samostatná brigáda.

### Námořnictvo
Je rozdělené na tři divize se sídly ve městech Suchumi, Očamčyra a Picunda. V devadesátých letech Abcházie koupila od Ruska čtyři válečné lodě. Jejich osud je nejasný, jedna z nich měla být rozmontována, ale ani ostatní se neúčastnily války v roce 2008. Abchazské námořnictvo disponuje také upravenými civilními čluny, na které byla přidána děla a kulomety. Celkový počet zaměstnanců námořnictva je 600 z nichž 350 je členy námořní pěchoty.

### Letectvo
Abchazské letectvo se neřadí mezi nejsilnější. Disponuje přibližně 7 stíhačkami, 8 bitevními letouny a 3 - 4 bitevními vrtulníky většinou sovětské/ruské výroby, ale disponují i pěti československými L-39.

## Výzbroj
Většina výzbroje abchazské armády pochází ještě z dob SSSR, ale zahrnuje i pár modernějších zbraní z Ruska a ukořistěné Gruzíncům během poslední války (nejsou zahrnuty v tabulce).

### Obrněná technika
| Typ vozidla | Obrázek | Země původu | Množství | Druh vozidla                    |
| ----------- | ------- | ----------- | -------- | ------------------------------- |
| T-72        |         |             | 9        | tank                            |
| T-55A       |         |             | 50       | tank                            |
| BMP-2       |         |             | 25       | bojové vozidlo pěchoty          |
| BMP-1       |         |             | 45       | bojové vozidlo pěchoty          |
| BRDM-2      |         |             | 11       | obrněný transportér             |
| MT-LB       |         |             | 4        | obrněný transportér             |
| BM-21 Grad  |         |             | 14       | raketomet                       |
| 9K37 Buk    |         |             | 1 divize | protiletadlový raketový komplet |
| 9K33 Osa    |         |             | 2 divize | protiletadlový raketový komplet |
| ZSU-23-4    |         |             | 5        | mobilní protiletadlová zbraň    |

### Artilerie
| Typ děla                          | Obrázek | Země původu | Množství | Druh děla                            |
| --------------------------------- | ------- | ----------- | -------- | ------------------------------------ |
| 9K38 Igla и стрела                |         |             | 250      | polní artilerie                      |
| 122mm houfnice D-30               |         |             | 92       | Houfnice                             |
| 85 mm dělo D-44                   |         |             | 92       | protitanková zbraň                   |
| 120 mm minomet (2B11 a 2S12 Sani) |         |             | 92       | minomet                              |
| 82 mm minomet (2B14 Podnos)       |         |             | 92       | minomet                              |
| 100 mm dělo KS-19                 |         |             | 14       | pobřežní obranné protiletadlové dělo |

### Vybavení pěchoty
| Typ vozidla | Obrázek | Země původu | Množství | Druh zbraně        | poznámky                   |
| ----------- | ------- | ----------- | -------- | ------------------ | -------------------------- |
| RPG-18      |         | /           | ?        | RPG                |                            |
| RPG-7       |         | /           | ?        | RPG                |                            |
| Kulomet PK  |         | /           | ?        | kulomet            |                            |
| RPK         |         | /           | ?        | lehký kulomet      |                            |
| AS Val      |         | /           | ?        | útočná puška       |                            |
| AK-74       |         | /           | ?        | útočná puška       |                            |
| AK-47       |         | /           | ?        | útočná puška       | požívají ji jen rezervisté |
| SVD         |         | /           | ?        | odstřelovací puška |                            |
| Makarov PM  |         | /           | ?        | pistole            |                            |
| Granát F-1  |         | /           | ?        | granát             |                            |
| RGD-5       |         | /           | 8        | granát             |                            |

### Ruské jednotky
V rámci dohody o vojenské spolupráci mezi Ruskem a Abcházií, podepsané v září 2009, udržuje Rusko v Abcházii posádku o síle kolem 3500 mužů se sídlem v Gudautě, což je bývalá sovětská základna na pobřeží Černého moře severně od Suchumi. Je zde také umístěna 131. motorizovaná brigáda vybavená nejméně 41 tanky T-90 a
130 obrněnými transportéry BTR-80.